# João Cabanas
João Cabanas (São Paulo, 23 de junho de 1895 – São Paulo, 27 de janeiro de 1974) foi um militar brasileiro da Força Pública do Estado de São Paulo, atual Polícia Militar do Estado de São Paulo, formado na Escola de Oficiais da Força Pública paulista, e bacharel em direito pela Faculdade de Direito de São Paulo.

## Biografia

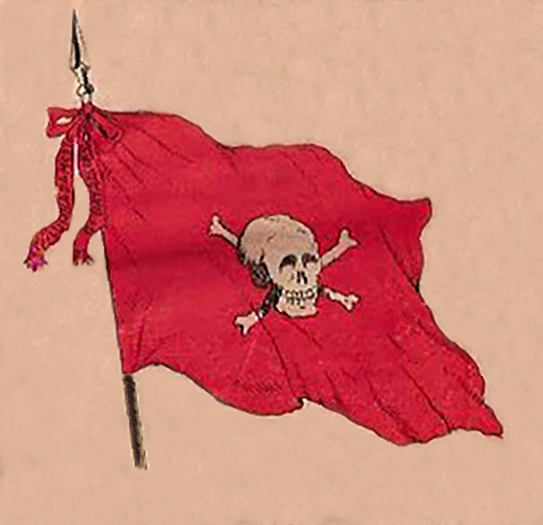
Bandeira da Coluna da Morte.

Filho de pais espanhóis, Arthur e Balbina Cabañas, João Cabanas foi um dos principais membros do tenentismo. Como 1º Tenente do Regimento de Cavalaria da Força Pública, participou ativamente na Revolução de 1924, em São Paulo, comandando a ocupação militar da Estação da Luz, atuando no cerco de Catanduvas e cobrindo a retaguarda da Coluna Miguel Costa até Guaíra. Suas ações à frente da coluna estimularam a imaginação popular e o surgimento de lendas sobre sua pessoa e sobre seus feitos militares. Sua coluna recebeu o nome de "Coluna da Morte". Eram-lhe atribuídos poderes sobre-humanos em combates e fugas espetaculares. Por conta disso, o governo colocou sua cabeça a prêmio por quinhentos contos de réis.
Exilou-se no Uruguai, não seguindo a Coluna. Durante a Revolução de 1930 volta ao Brasil e se junta as forças que colocaram Getúlio Vargas no poder. Foi o principal tenente a participar da cerimônia da amarração dos cavalos gaúchos no obelisco da atual Avenida Rio Branco, no Rio de Janeiro, símbolo do triunfo da revolução de 1930.
Decepcionou-se com os rumos do governo de Getúlio Vargas e ingressou no Partido Socialista Brasileiro de São Paulo. Escreveu cartas a Getúlio Vargas, criticando a política cafeeira do Governo Provisório. Criticou, em fevereiro de 1932, no seu livro Fariseus da Revolução, especialmente o descalabro que foram as administrações dos tenentes nos estados, usando como exemplo João Alberto Lins de Barros que governara São Paulo entre 1930 e 1931, chamando a atenção para a situação paulista pouco antes de eclodir a Revolução de 1932:
| “ | João Alberto serve como exemplo: Se, como militar, merece respeito, como homem público não faz juz ao menor elogio. Colocado, por inexplicáveis manobras e por circunstâncias ainda não esclarecidas, na chefia do mais importante estado do Brasil, revelou-se de uma extraordinária, de uma admirável incompetência, criando, em um só ano de governo, um dos mais trágicos confusionismos de que há memória na vida política do Brasil, dando também origem a um grave impasse econômico (déficit de 100.000 contos), e a mais profunda impopularidade contra a "Revolução de Outubro".. e ter provocado no povo paulista, um estado de alma equívoco e perigoso. Nossa história não registra outro período de fracasso tão completo como o do "Tenentismo inexperiente"!. | ” |

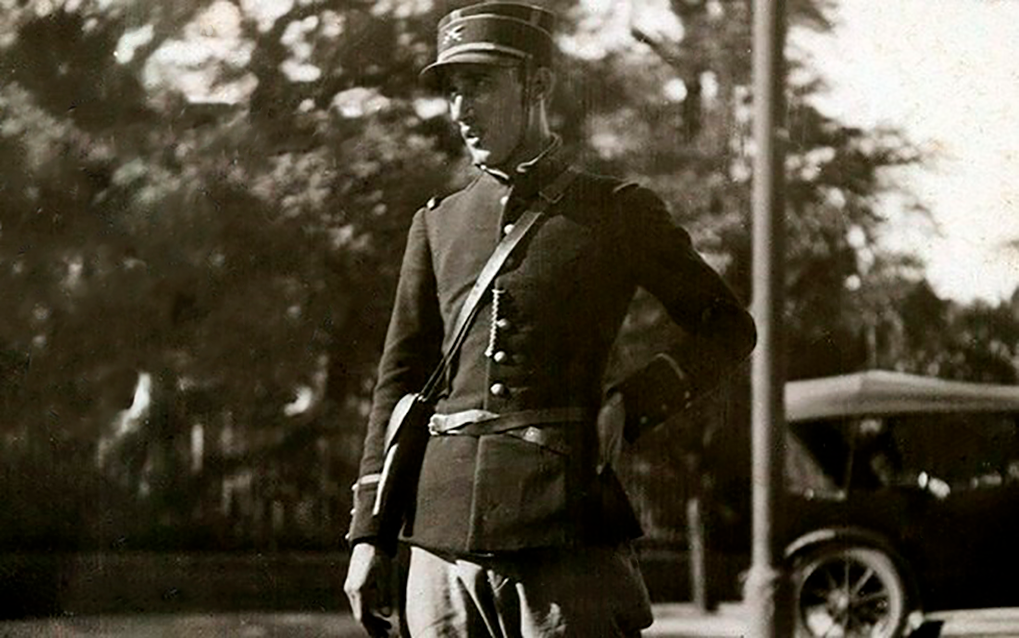
Tenente Cabanas, julho de 1924

Apoiou a Revolução de 1932 na ocasião da deflagração do levante e, embora não tenha participado dos combates, foi preso e cumpriu pena na Casa de Correição do Rio de Janeiro junto a outros responsáveis pelo levante em São Paulo.
Em 1935, foi um dos articuladores da Aliança Nacional Libertadora (ANL).
No final dos anos 40 participa da campanha pelo monopólio estatal do petróleo e a criação da Petrobrás, a chamada campanha O Petróleo é Nosso.
Apoiou a candidatura presidencial de Getúlio Vargas nas eleições de 1950. Nesse mesmo ano, concorreu a uma vaga na Câmara Federal, por São Paulo, pelo Partido Trabalhista Brasileiro (PTB), onde obteve uma suplência, somente assumindo um mandato de deputado federal entre abril de 1953 e agosto de 1954.
É considerado o primeiro militar a usar a guerra psicológica no Brasil. É autor dos livros A Coluna da Morte em que narra as façanhas de sua coluna no interior de São Paulo, durante a Revolução de 1924 e Os Fariseus da Revolução onde critica os fracassos da revolução de 1930.